# Haskell Brooks Curry
Haskell Brooks Curry (Millis, Massachusetts, 1900. szeptember 12. – State College, Pennsylvania, 1982. szeptember 1.) amerikai matematikus, a kombinatorikus logika kutatója.
Nevét viseli a Haskell és a Curry általános célú funkcionális programozási nyelv. Szintén az ő tiszteletére született a funkcionális programozásban használt „currying” kifejezés.

## Élete
Haskell Curry édesanyja Anna Baright, apja Samuel Silas Curry volt. Samuel egy bostoni iskola rektora, édesanyja, Anna pedig a dékánja volt.
Haskell alsó és középiskolai tanulmányai során még nem mutatott különösebb érdeklődést a matematika iránt. Amikor 1916-ban elvégezte az iskolát, orvosi pályára akart lépni, ezért beiratkozott a Harvard Collegebe, a Harvard Egyetem alsószintű iskolájába, és a matematikát csak fakultatív tantárgyként vette fel tanulmányai első évében.
A matematika felé vezető fő ösztönzést 1917 tavaszán kapta, mikor az USA belépett az első világháborúba. Curry a tartalékos hadseregbe került, 1918 októberében a hadsereg iskolájában matematikával foglalkozott. A háború befejeződése után 1918. december 9-én leszerelt, de folytatta matematikai tanulmányait a Harvardon, és 1920-ban A.B. fokozatot szerzett.
Curry elektromérnökként elhelyezkedett a General Electricnél, ahol a Massachusetts Institute of Technology-hoz küldték továbbképzésre. Hamarosan azonban felismerte, hogy ez nem az ő területe, ezért fizikát kezdett tanulni 1922-ben.
1924-ben a Harvard Egyetemen szerzett mesterfokozatot fizikából, később ugyanitt kezdett doktori tanulmányokat matematikából.
Először a Birkhoff-féle differenciálegyenleteket tanulmányozta, majd olvasott egy könyvet a logikáról, és ez erre a területre irányította figyelmét.
Elkezdett utánajárni, hogy a Harvardon, vagy máshol hol vehetné fel ezt a témakört, az első szemesztert 1926-1927-ben végezte ebben a témakörben a Harvardon, ekkor ismerkedett meg Russell munkáival is.
Németországi utazása előtt, 1928. július 3-án összeházasodott Mary Virginia Wheatlyvel.
Németországban szerezte meg doktori címét, Göttingenben. Disszertációját 1930-ban publikálta az „American Journal of Mathematics”-ben.
Visszatérve az USA-ba, Curryt kinevezték a State College vezetőjévé 1929 szeptemberében. (jelenleg Pennsylvania State University).
Ebben az időben születtek gyerekei is: Anna 1930-ban, és Robert 1934-ben.
Számos tanulmányt jelentetett meg ebben az időszakában, a jelentősebbek: „The universal quantifier in combinatory logic” (1931), „Some additions to the theory of combinators” (1932), „Apparent variables from the standpoint of combinatory logic” (1933), és a „Some properties of equality and implication in combinatory logic” (1934).
1936-ban alapították meg a „The Association for Symbolic Logic”-ot, melynek egyik alapítója volt. 1936 és 1937 között alelnöke, 1938 és 1940 között pedig elnöke volt az intézménynek.
1942-ben publikálta a „The combinatory foundations of mathematical logic” művét a „Symbolic Logic” újságban.
Ezek után különböző paradoxonokkal foglalkozott (Russell-paradoxon). „Nem magyarázhatunk meg egy paradoxont úgy, hogy elfutunk előle; meg kell állnunk és a szemébe néznünk. Valamit nyerhetünk már pusztán azáltal is, hogy előidézzük őket. Úgyszólván nyílt térre kényszerítjük a paradoxonokat, és ott elemzésnek vethetjük alá őket” – írta.
1940-től kezdve elkezdett a matematikai logikával foglalkozni. Számos új elvet fogalmazott meg, melyet a „Bulletin of the American Mathematical Society”-ben adott közre 1941-ben.
A második világháború alatt Curry elkezdett kutatásokat folytatni az alkalmazott matematika területén is.
1943-ban publikálta a „Heaviside operational calculus”-t.
A Frankford Arsenalnál dolgozott 1942. május és 1944. január között, majd a Johns Hopkins Egyetem Alkalmazott Fizika Laboratóriumába került egészen 1945 márciusáig.
Ezek után elment az Aberdeen Proving Groundhoz, egy katonai fegyvertesztelő céghez Marylandba, ahol részese lett az első számítógépes kísérletnek, az ENIAC computerrel való kísérleteknek (a számítógép még elektroncsöves változatú volt).
1946-ban visszatért a Pennsylvania State Universityre, és kipróbálhatta az egyetemen a számítógépet.
Curry elkezdett dolgozni a „Kombinatorikai Logika” című tanulmányán 1950-ben, amikor Leuvenben együtt dolgozott Robert Fays-szel. A munka azután is folytatódott, amikor Curry visszatért az USA-ba. A végleges szöveg 1956-ban készült el.
1966-ban az Amszterdami Egyetemen a Logika Professzora, a Logika történetének és a Logika filozófiájának professzora lett. Négy évvel később ezt a pozíciót elhagyta, mert visszatért a pennsylvaniai State Collegebe. Itt is halt meg 1982-ben.
A fő művei: a „Combinatory Logic” (1958) (Robert Feys-el), és a „Foundations of Mathematical Logic” (1963).